# Ris (zviježđe)
Ris (lat. Lynx) je zviježđe sjeverne polutke, jedna od 88 modernih konstelacija. Slabo vidljiva grupa zvijezda svoje ime zahvaljuje činjenici da su potrebne risove oči da bi se mogla vidjeti na zvjezdanom nebu.